# Leptogenys elongata
Leptogenys elongata är en myrart som först beskrevs av Buckley 1866.  Leptogenys elongata ingår i släktet Leptogenys och familjen myror. Inga underarter finns listade i Catalogue of Life.

## Bildgalleri

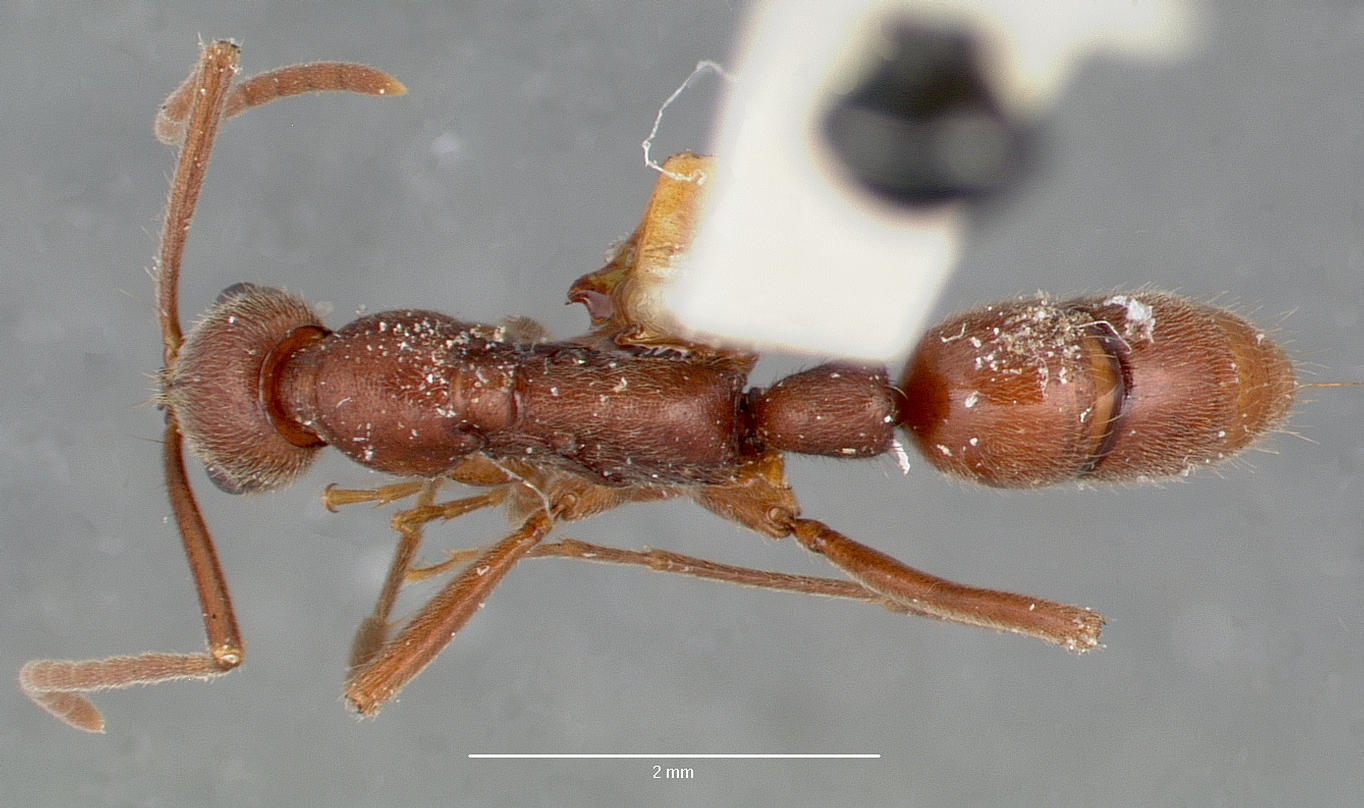
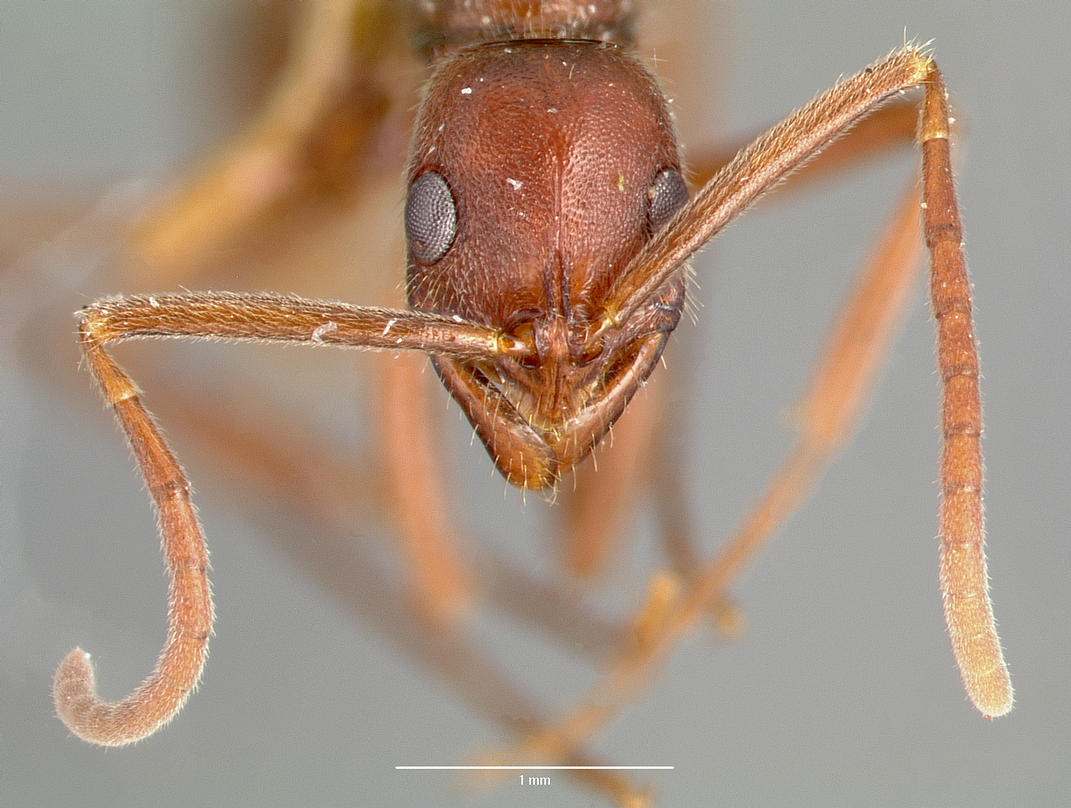
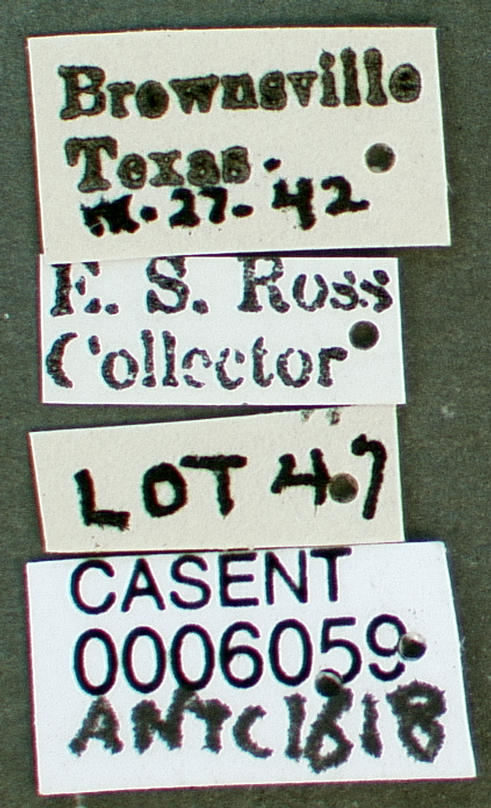
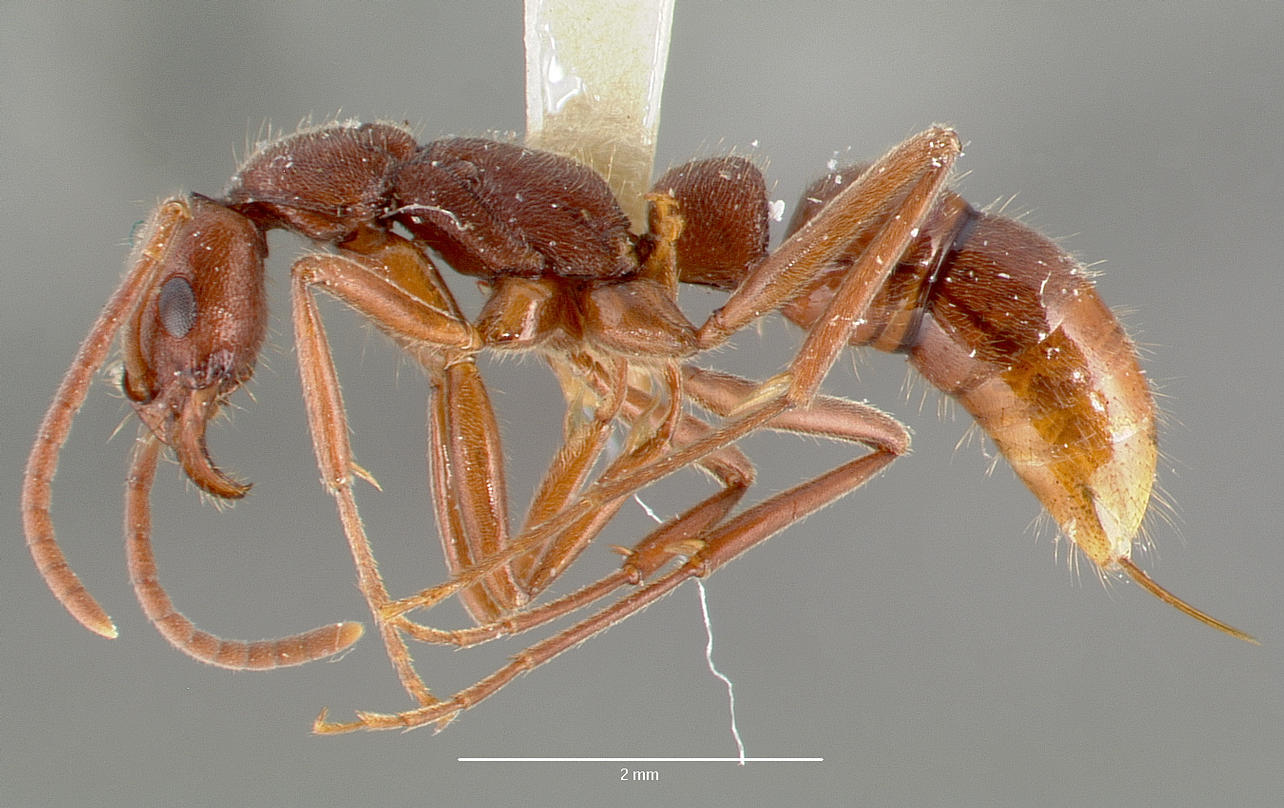
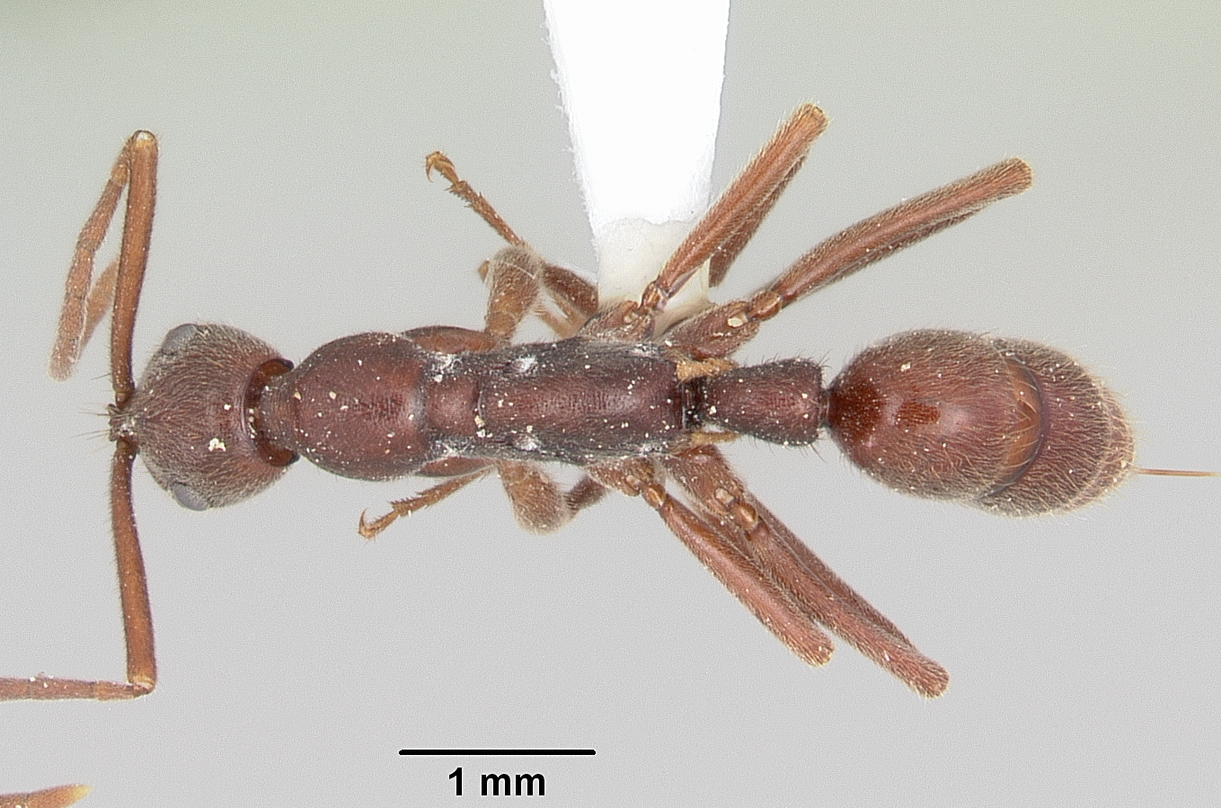
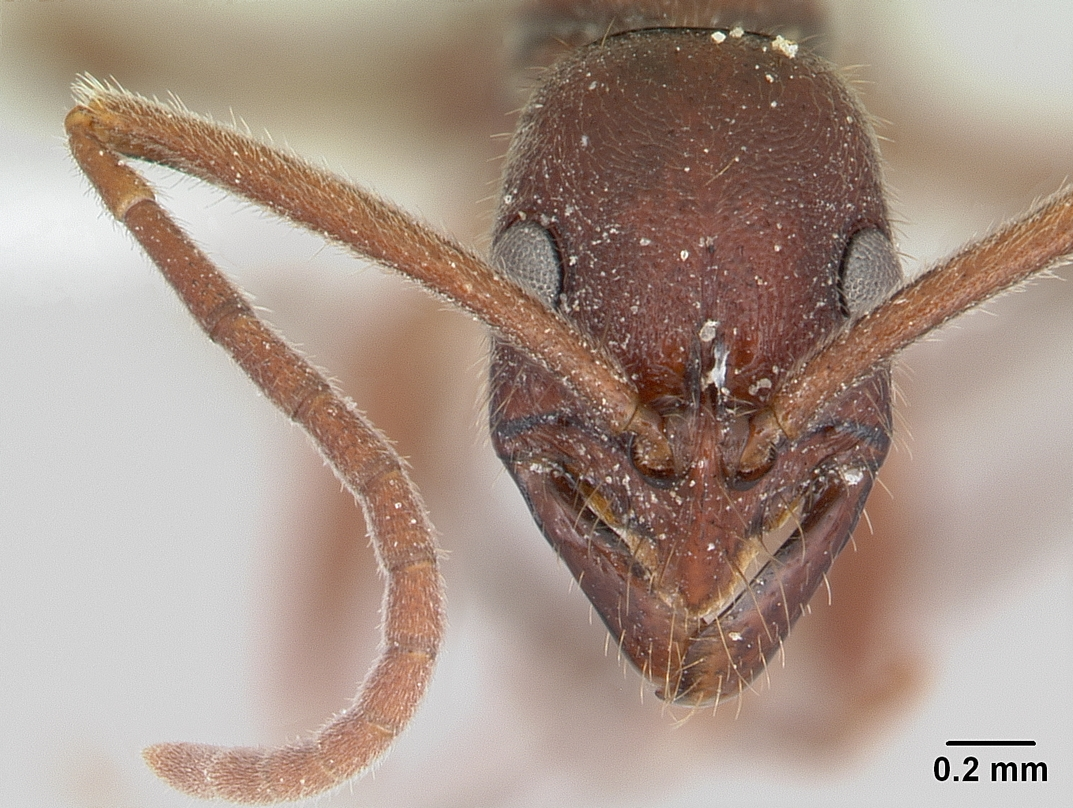